# Canton de Castelsarrasin-1
Le canton de Castelsarrasin-1 est un ancien canton français du département de Tarn-et-Garonne et de la région Midi-Pyrénées.

## Histoire
Le canton de Castelsarrasin-1 a été créé par le décret du 2 août 1973 à la suite du démantèlement de l'ancien canton de Castelsarrasin.
Il a été supprimé par le décret du 27 février 2014 et son territoire a été intégré dans le nouveau canton de Castelsarrasin.

## Composition
| Nom                        | Code Insee | Intercommunalité          | Population (dernière pop. légale)              |
| -------------------------- | ---------- | ------------------------- | ---------------------------------------------- |
| Castelsarrasin (chef-lieu) | 82033      | CC Terres des Confluences | Fraction : 6 299(2012) Commune : 13 765 (2014) |

Le canton de Castelsarrasin-1 était composé de la  fraction de la commune de Castelsarrasin délimitée par l'axe des voies ci après : rue de l'Usine, avenue de Moissac, boulevard du Quatre-Septembre, boulevard de la République et avenue de Toulouse.

## Représentation
| Période | Période             | Identité              | Étiquette | Qualité |
| ------- | ------------------- | --------------------- | --------- | --- |
| 1973    | 1985                | Pierre Boé            | MRG       | Maire de Castelsarrasin (1977-1983)                                                                           |
| 1985    | 1993 (invalidation) | Jacques Lavigne       | UDF       | Vétérinaire Maire-adjoint de Castelsarrasin                                                                   |
| 1993    | 2011                | Robert Bénech         | PRG       | Conseiller municipal de Castelsarrasin                                                                        |
| 2011    | 2015                | Jean-Philippe Bésiers | DVG       | Gérant de société Conseiller municipal de Castelsarrasin Elu en 2015 dans le nouveau Canton de Castelsarrasin |

## Démographie
| 1975 | 1982 | 1990  | 1999  | 2006  | 2011  | 2012  |
| ---- | ---- | ----- | ----- | ----- | ----- | ----- |
| -    | -    | 6 246 | 6 056 | 6 556 | 6 201 | 6 299 |